# 圣让利古尔
圣让利古尔（法語：Saint-Jean-Ligoure，法語發音：[sɛ̃ ʒɑ̃ liɡuʁ]）是法国新阿基坦大区上维埃纳省的一个市镇，属于利摩日区。

## 地理
圣让利古尔（45°41'21"N, 1°18'44"E）面积30.3 平方千米，位于法国新阿基坦大区上维埃纳省，该省份为法国中西部省份，北起顺时针与安德尔省、克勒兹省、科雷兹省、多爾多涅省、夏朗德省和维埃纳省接壤。
与圣让利古尔接壤的市镇（或旧市镇、城区）包括：雅纳亚克、布瓦瑟伊、皮埃尔比菲耶尔、圣伊莱尔博讷瓦勒、圣莫里斯莱布鲁斯、圣普列斯特利古尔、布勒伊河畔维克、勒维让。

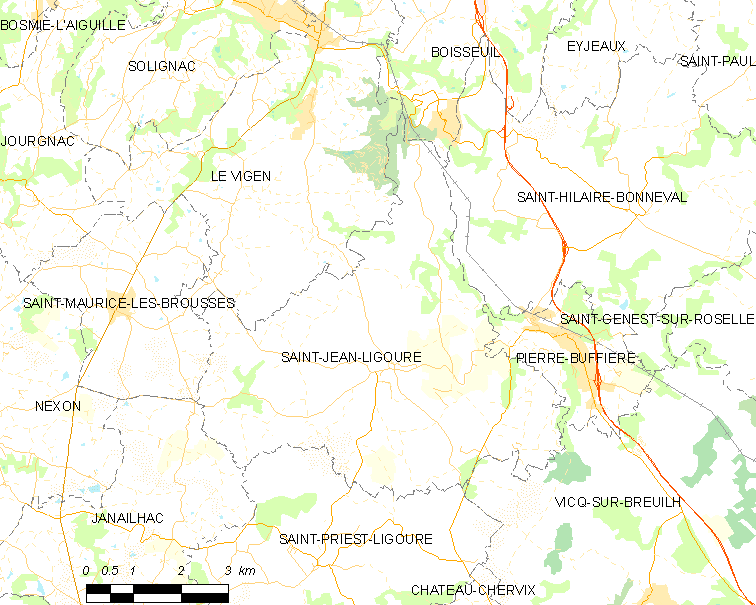
圣让利古尔的OSM定位图

圣让利古尔的时区为UTC+01:00、UTC+02:00（夏令时）。

## 行政
圣让利古尔的邮政编码为87260，INSEE市镇编码为87151。

## 政治
圣让利古尔所属的省级选区为维埃纳河畔孔达县。

## 人口

1962-2008年间圣让利古尔人口变化图示

圣让利古尔于2022年1月1日时的人口数量为489人。